# Nesticus carolinensis
Nesticus carolinensis là một loài nhện trong họ Nesticidae.
Loài này thuộc chi Nesticus. Nesticus carolinensis được miêu tả năm 1950 bởi Bishop.